# Борцоки
Борцок — это традиционные пшеничные лепёшки калмыцкой кухни, символизирующие праздник и благополучие. Их готовят на торжества и преподносят в подарок гостям. В прошлом борцоки были доступны только богатым из-за высокой стоимости муки. Лепёшки могут иметь различные формы, включая фигурки животных и баранки, и жарятся до золотистого цвета в большом количестве жира.